# Richard Heistand

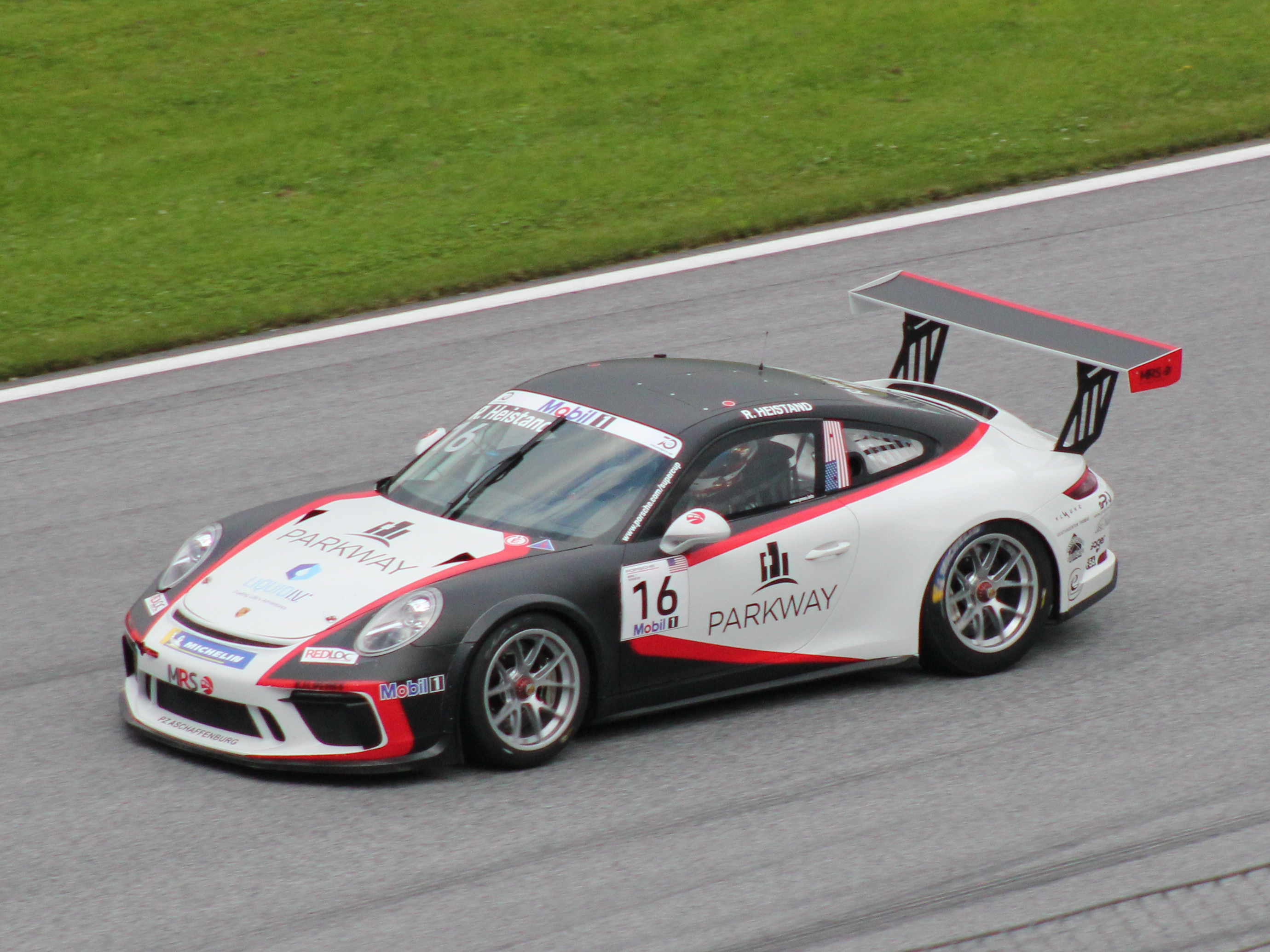
Richard Heistand im Porsche Supercup 2018 auf dem Red Bull Ring

Richard Heistand (* 14. Juli 1983 in Orlando) ist ein US-amerikanischer Autorennfahrer.

## Karriere als Rennfahrer
Richard Heistands begann seine Fahrerkarriere im Alter von 21 Jahren. Für einen Piloten, der eine professionelle Karriere anstrebte, war das in den 2000er-Jahren ein später Zeitpunkt. Er absolvierte einen Fahrerlehrgang in der Skip Barber Racing School und fuhr im Anschluss erste Rennen in der angeschlossenen nationalen Rennserie. Nach einem 19. Endrang in der Pro Mazda Championship 2011 schien die Zeit im Motorsport nach nur sechs Jahren bereits zu Ende zu gehen.
Schon zwischen 2007 und 2011 war Richard Heistand nur sporadisch Rennen gefahren. Bis zum Beginn der Saison 2018 blieb er den Rennstrecken dann komplett fern. Mit seiner Teilnahme am Porsche Supercup begann 2018 der zweite Abschnitt seiner Laufbahn. Er startete in der Blancpain GT Series Endurance Cup 2019 und wurde Sechster der GTD-Wertung der IMSA WeatherTech SportsCar Championship. Auf das Debüt beim 12-Stunden-Rennen von Sebring 2019 folgte 2020 die Teilnahme am 24-Stunden-Rennen von Le Mans, wo er mit den Teamkollegen Maxwell Root und Jan Magnussen im Ferrari 488 GTE Evo den 30. Rang in der Gesamtwertung erreichte.

## Statistik

### Le-Mans-Ergebnisse
| Jahr | Team           | Fahrzeug            | Teamkollege          | Teamkollege     | Platzierung | Ausfallgrund |
| ---- | -------------- | ------------------- | -------------------- | --------------- | ----------- | ------------ |
| 2020 | JMW Motorsport | Ferrari 488 GTE Evo | Maxwell Root         | Jan Magnussen   | Rang 30     |              |
| 2022 | Iron Lynx      | Ferrari 488 GTE Evo | Giancarlo Fisichella | Matteo Cressoni | Rang 46     |              |

### Sebring-Ergebnisse
| Jahr | Team                    | Fahrzeug                | Teamkollege          | Teamkollege        | Platzierung | Ausfallgrund  |
| ---- | ----------------------- | ----------------------- | -------------------- | ------------------ | ----------- | ------------- |
| 2019 | AIM Vasser Sullivan     | Lexus RCF GT3           | Philipp Frommenwiler | Jack Hawksworth    | Ausfall     | Defekt        |
| 2020 | GRT Grasser Racing Team | Lamborghini Huracán GT3 | Franck Perera        | Steijn Schothorst  | Ausfall     | Antriebswelle |
| 2022 | Vasser Sullivan Racing  | Lexus RCF GT3           | Scott Andrews        | Frankie Montecalvo | Rang 31     |               |

### Einzelergebnisse in der FIA-Langstrecken-Weltmeisterschaft
| Saison  | Team           | Rennwagen       | 1   | 2   | 3   | 4   | 5   | 6   | 7   | 8   |
| ------- | -------------- | --------------- | --- | --- | --- | --- | --- | --- | --- | --- |
| 2019/20 | JMW Motorsport | Ferrari 488 GTE | SIL | FUJ | SHA | BAH | AUS | SPA | LEM | BAH |
| 2019/20 | JMW Motorsport | Ferrari 488 GTE |     |     |     | 30  |     |     |     |     |
| 2022    | Iron Lynx      | Ferrari 488 GTE | SEB | SPA | LEM | MON | FUJ | BAH |     |     |
| 2022    | Iron Lynx      | Ferrari 488 GTE | 46  |     |     |     |     |     |     |     |